# Caetani (Adelsgeschlecht)

Wappen der Caetani

Caetani oder Gaetani ist der Name eines der ältesten, bis heute blühenden italienischen Adelsgeschlechter, das dem päpstlichen Adel und dem europäischen Hochadel angehört. Die Familie beherrschte im 10. Jahrhundert die Stadt Gaeta, nach der sie sich benannte. Später spielte sie eine bedeutende Rolle in der Geschichte der Städte Rom und Pisa und stieg zu fürstlichen und herzoglichen Würden auf, vor allem dank der beiden von ihr gestellten Päpste.

## Geschichte

### Fürsten von Gaeta, Itri, Fondi
Die Stammreihe beginnt mit Docibilis I. von Gaeta († vor 914), der von 867 an prefecturius und ab 877 bis zu seinem Tode Hypatos (byzantinischer Hof- und Fürstentitel, entsprechend dem römischen Consul) von Gaeta war, als Vasall der Kaiser in Konstantinopel. Er ließ den noch erhaltenen Eckturm der Burg Rocca Caetani in Itri errichten und war in die Kämpfe Papst Johannes VIII. gegen die Sarazenen verwickelt, wobei er sich im Ringen mit lombardischen und griechischen Nachbarfürsten zeitweise auch sarazenischer Söldner bediente. Ihm folgte sein Sohn Johannes I. († 933 oder 934), der der christlichen Fürstenallianz angehörte, die in der Schlacht am Garigliano (915) die Araber aus Latium vertrieb. Ihm folgte sein Sohn Docibilis II. (ca. 880–954), diesem nacheinander seine Söhne Johannes II., Gregor und schließlich Marinus II. Dieser teilte sein Fürstentum unter mehrere Söhne auf, Johannes III. († um 1008) erbte Gaeta und erhielt als Gefolgsmann von Kaiser Otto III. 999 die Burg Pontecorvo, Marinus wurde 999 dux von Fondi und damit zum Stammvater der späteren Caetani, Gregor und Daufer wurden Grafen von Castro d’Argento und Traetto, Bernhard Bischof in Gaeta. Johannes V. (ca. 1010–1040) wurde schließlich von Pandulf IV. von Capua aus Gaeta vertrieben.

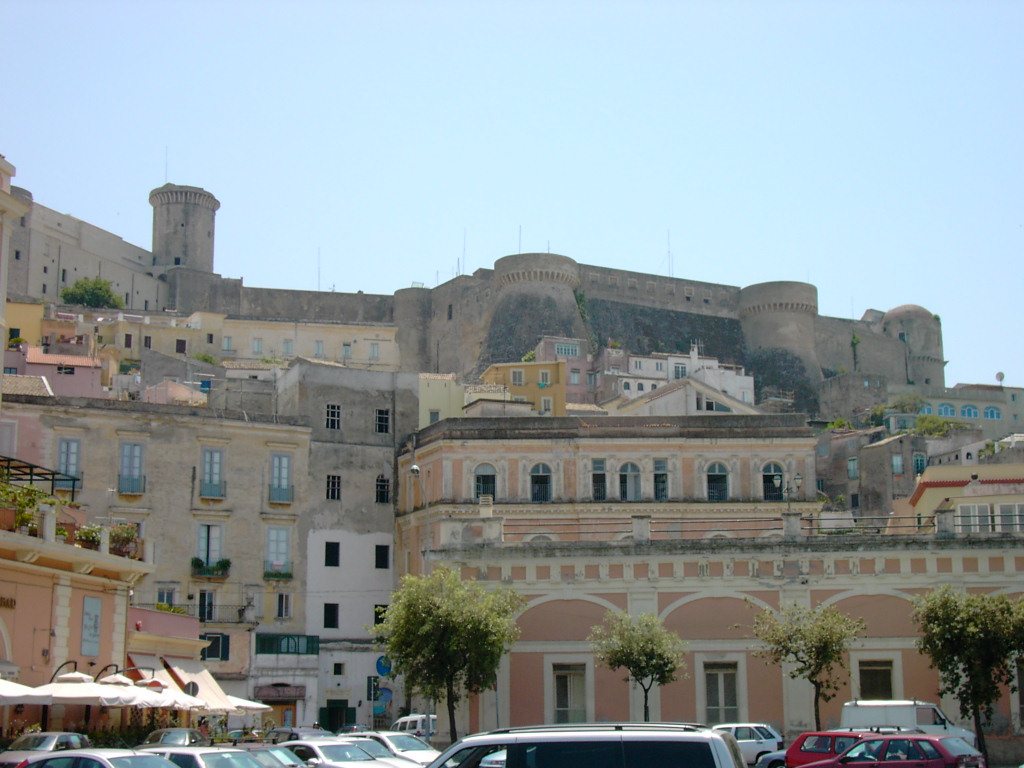
Gaeta
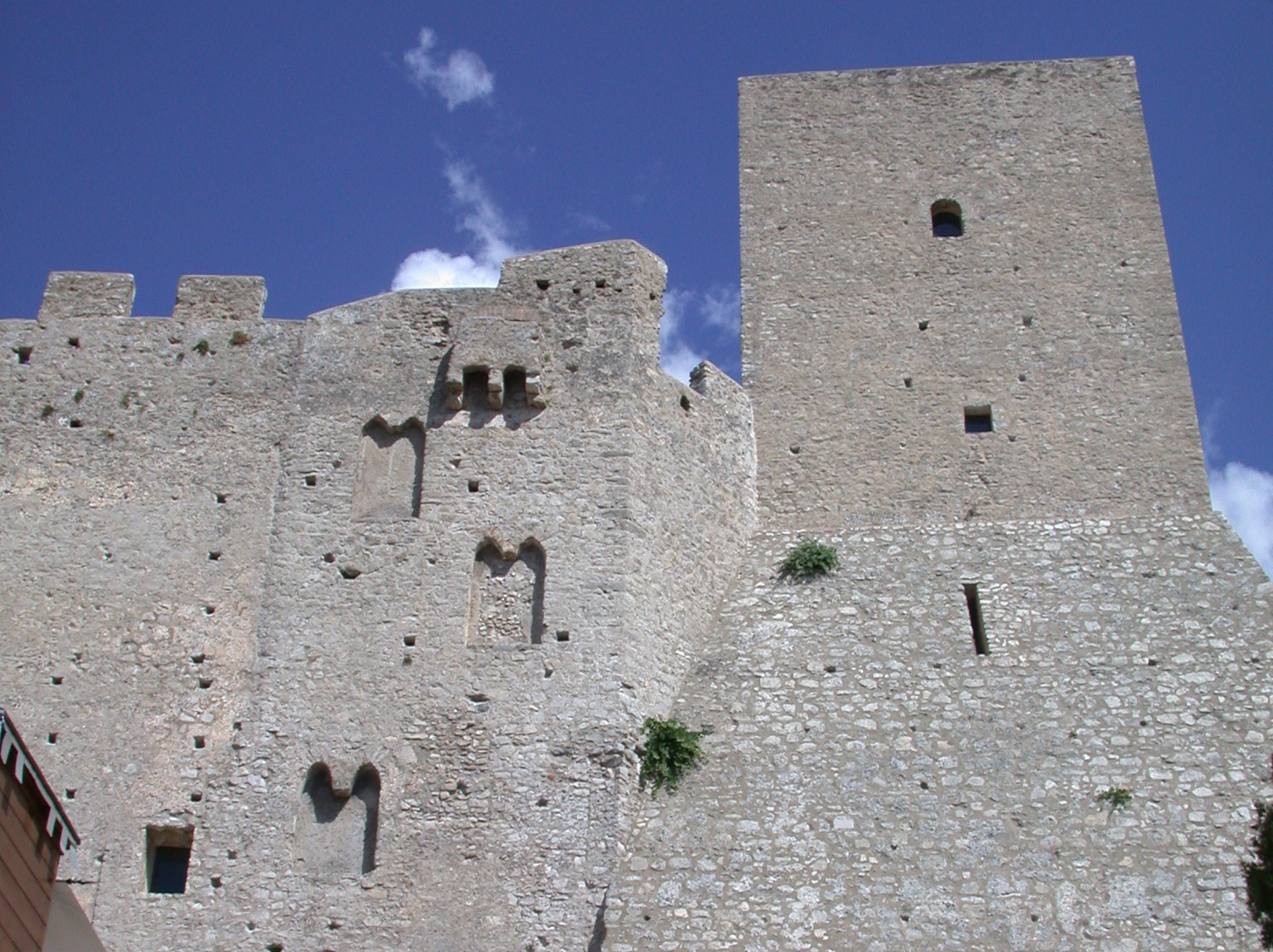
Die Rocca Caetani in Itri, der Eckturm erbaut von Docibilis I. ca. 880
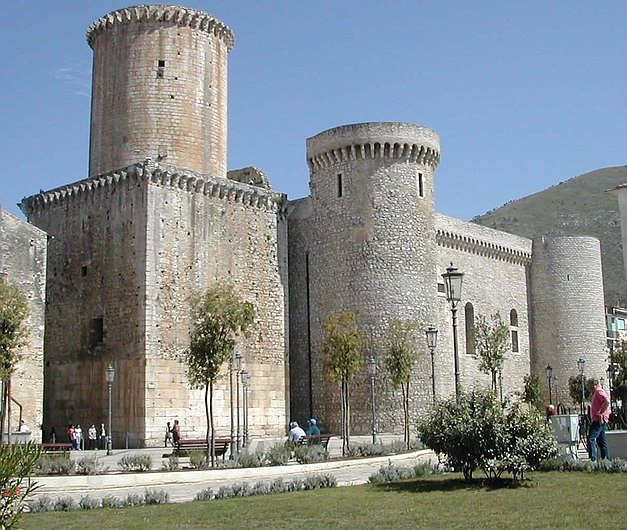
Die Burg von Fondi, erbaut im 14. Jhdt. von Onorato I. Caetani

### Päpste
Marinus’ Sohn Constantin I. von Fondi, der in der zweiten Hälfte des 10. Jahrhunderts regierte, nannte sich Cagetanus. Sein Nachfahre Crescentius war im späten 11. Jahrhundert Herzog von Fondi, dessen Sohn Marinus II. führte die Stammlinie fort, während sein Bruder Johannes 1118 als Gelasius II. zum Papst gewählt wurde. Dieser führte gegen Kaiser Heinrich V. den Investiturstreit weiter und wurde dabei von seinem Neffen Crescentius II. von Fondi unterstützt.
Mit Benedetto Caetani bestieg 1294 erneut ein Familienmitglied den Heiligen Stuhl als Bonifatius VIII. Er griff in die Kämpfe um die Thronfolge im Königreich Sizilien ein, war ein Gegner der Kardinäle aus dem ghibellinischen Hause Colonna und stritt mit dem französischen König Philipp dem Schönen, der schließlich 1303 von Sciarra Colonna und Wilhelm von Nogaret das Attentat von Anagni auf ihn verüben ließ.

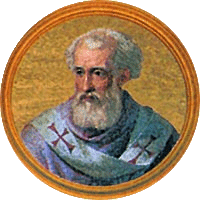
Papst Gelasius II. (um 1060–1119)
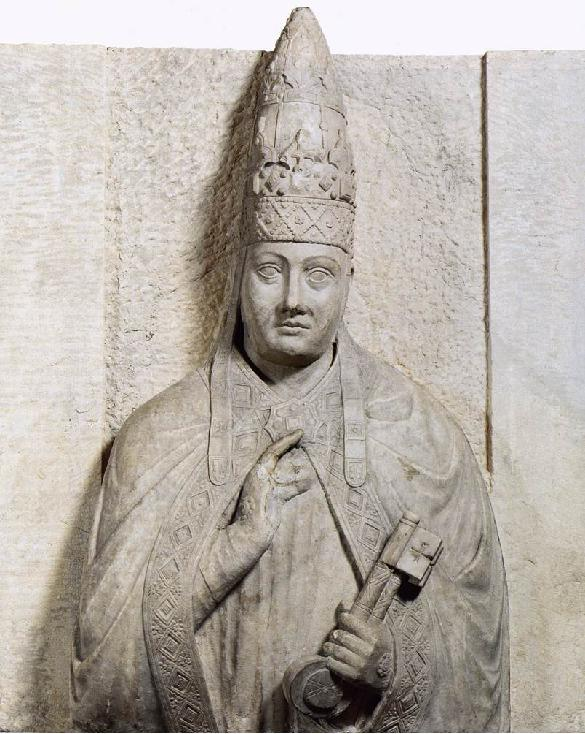
Papst Bonifatius VIII. (ca. 1235–1303)
Päpstliches Wappen

Bonifatius VIII. belehnte seine Familie, die ihn tatkräftig verteidigte und unterstützte, mit Sermoneta, Bassiano, Ninfa und San Donato sowie der Markgrafschaft Ancona, während Karl II. von Neapel sie zu Grafen von Caserta machte. Giordano Loffredo Caetani erwarb durch seine Heirat mit Giovanna dell’Aquila die Herrschaften Fondi und Traetto für die Familie zurück, sein Enkel Giacomo gewann die Herrschaften Piedimonte und Gioia.
In Rom besaßen die Caetani einen mittelalterlichen Geschlechterturm, die Torre Caetani, und auf der Via Appia Antica bauten sie im 13. Jahrhundert an das antike Grabmal der Caecilia Metella das Castrum Caetani an, eine Burg, als deren Turm das Grabmal fungierte. Während des 14. und 15. Jahrhunderts verursachten die Rivalitäten zwischen den Caetani und den Colonna zeitweise Bürgerkriege in Rom und der Campagna Romana. Onorato I. Caetani (ca. 1336–1400), Graf von Fondi, Sermoneta, Bassiano und Marino, gehörte zu den Unterstützern der Gegenpäpste Clemens VII. und Benedikt XIII. Im Jahre 1500 zog Papst Alexander VI. aus dem Hause Borgia die Lehen der Caetani ein und vergab sie an seine Tochter Lucrezia Borgia, später erhielten sie sie jedoch zurück.

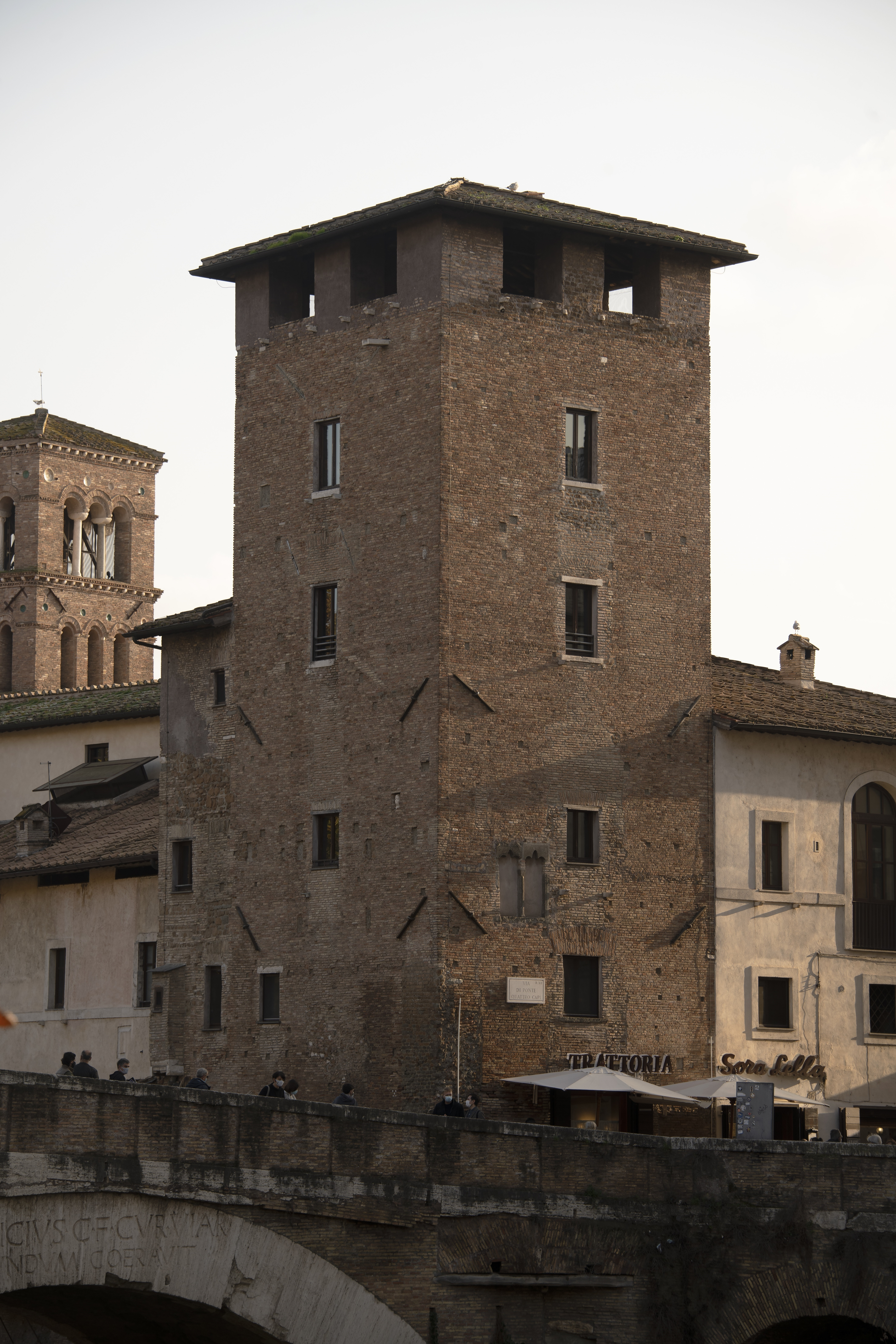
Torre Caetani in Rom
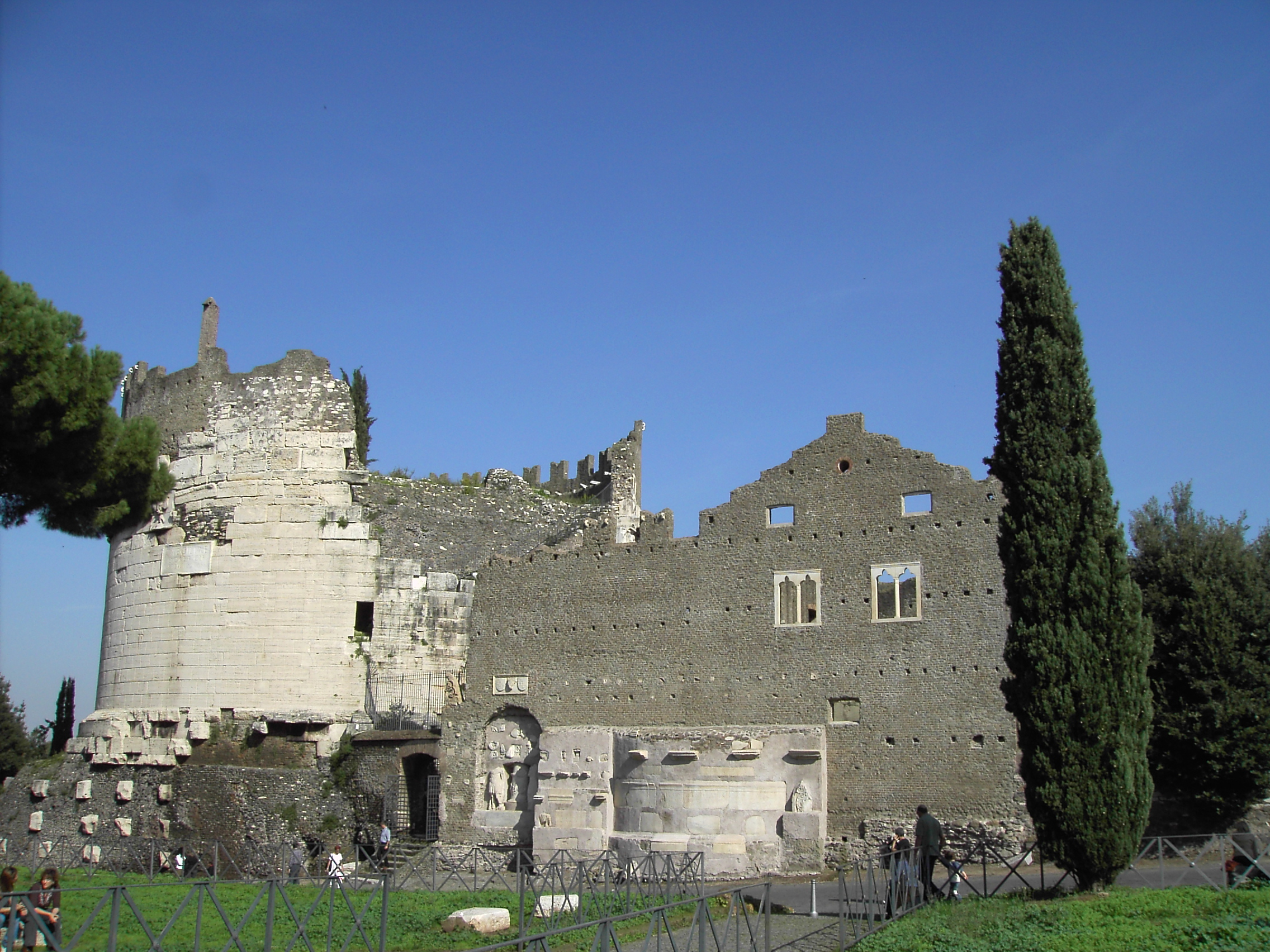
Grabmal der Caecilia Metella und Castrum Caetani

### Linien

#### Caetani di Sermoneta
Die Caetani waren ab 1503 Herzöge von Sermoneta und Fürsten von Teano, ferner ab 1585 Markgrafen von Cisterna di Latina. Dort residierte die Familie in einem Renaissancepalast. Um die Ruinen der mittelalterlichen Burg, der Kirche und des aufgegebenen Ortes Ninfa schuf Gelasio Caetani (1877–1934), Bruder des Historikers Leone Caetani, ab 1921 einen weitläufigen englischen Garten, den Giardino di Ninfa.

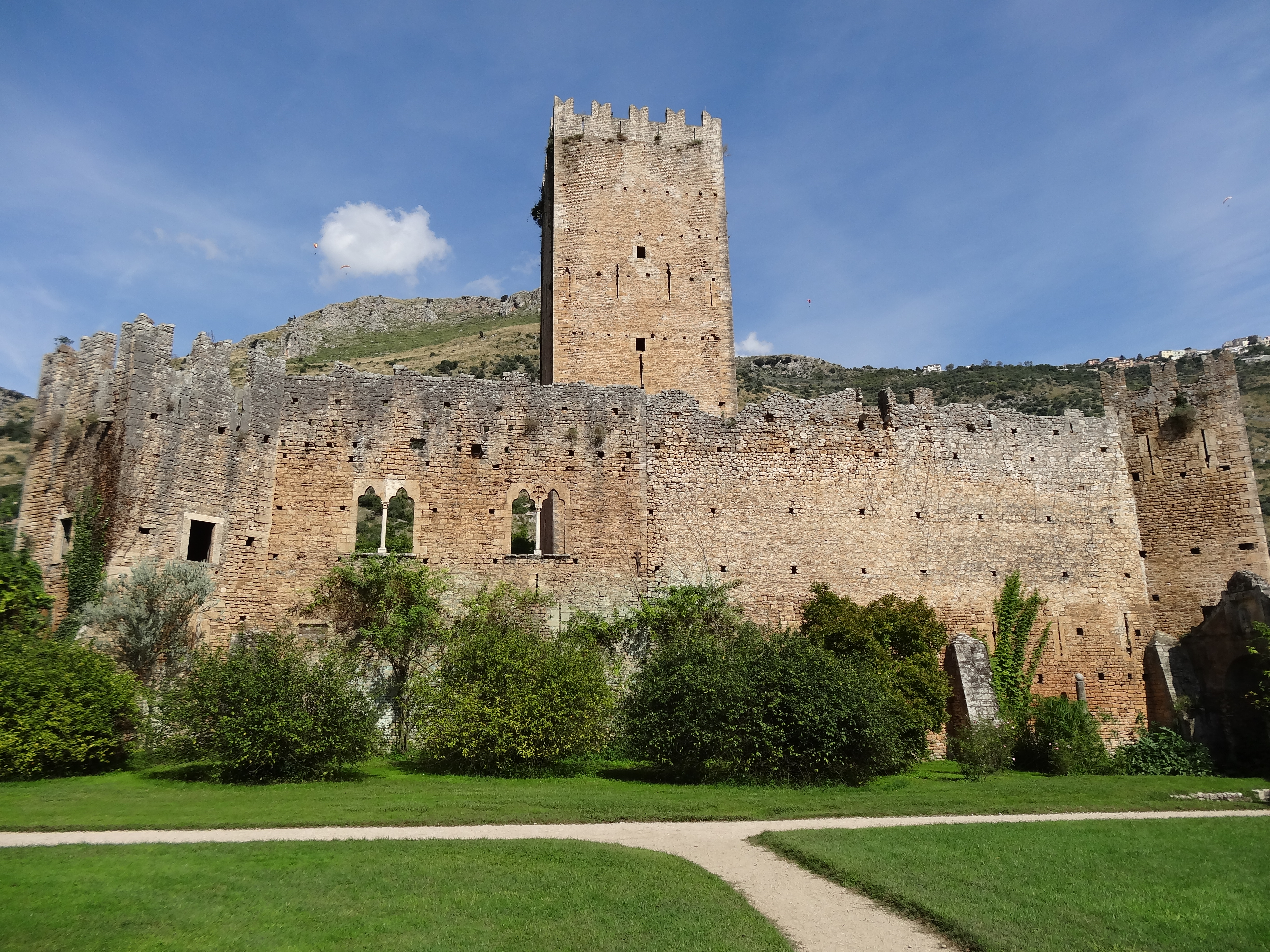
Castello Caetani in Cisterna di Latina (Ninfa)
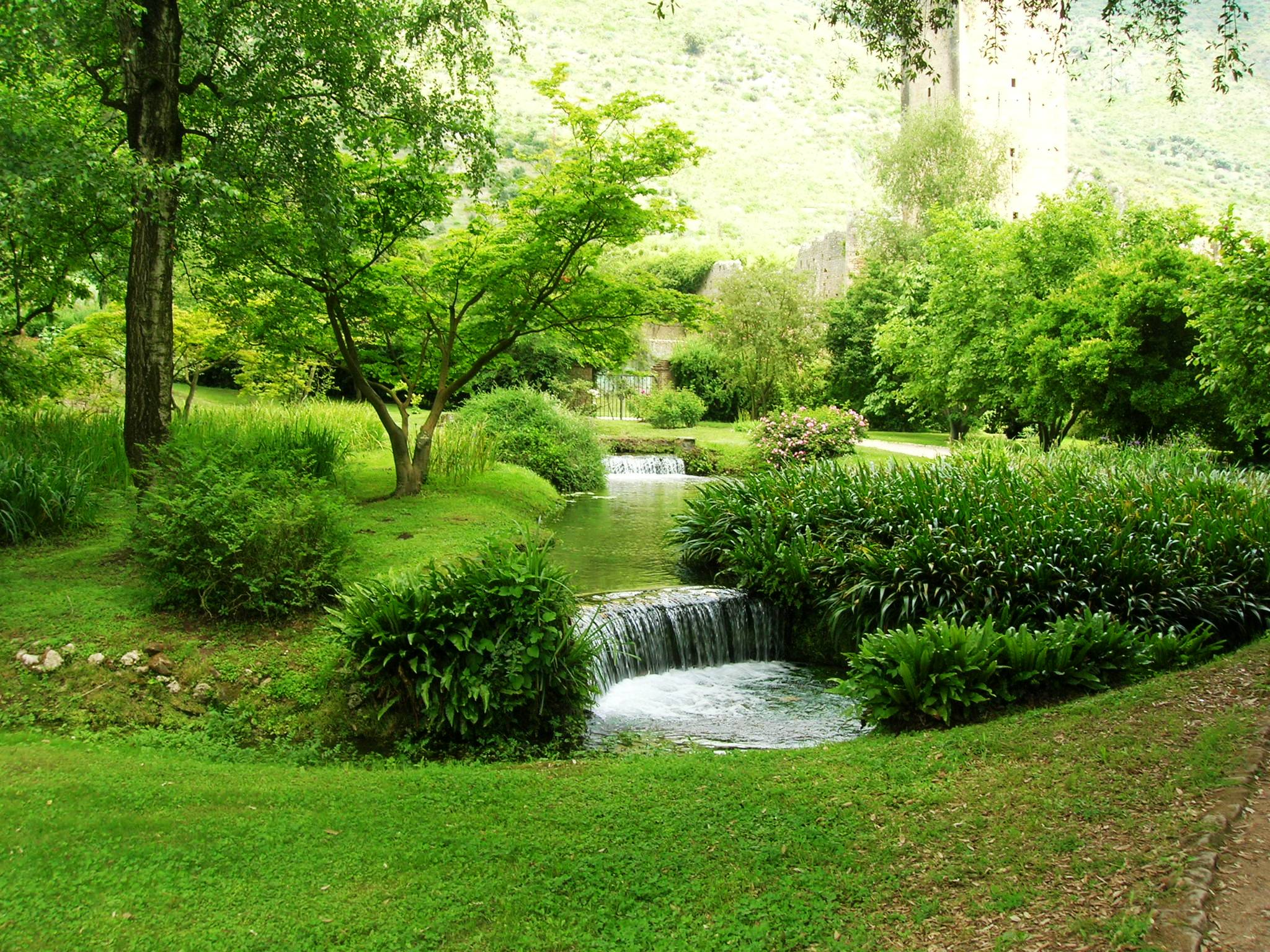
Garten von Ninfa
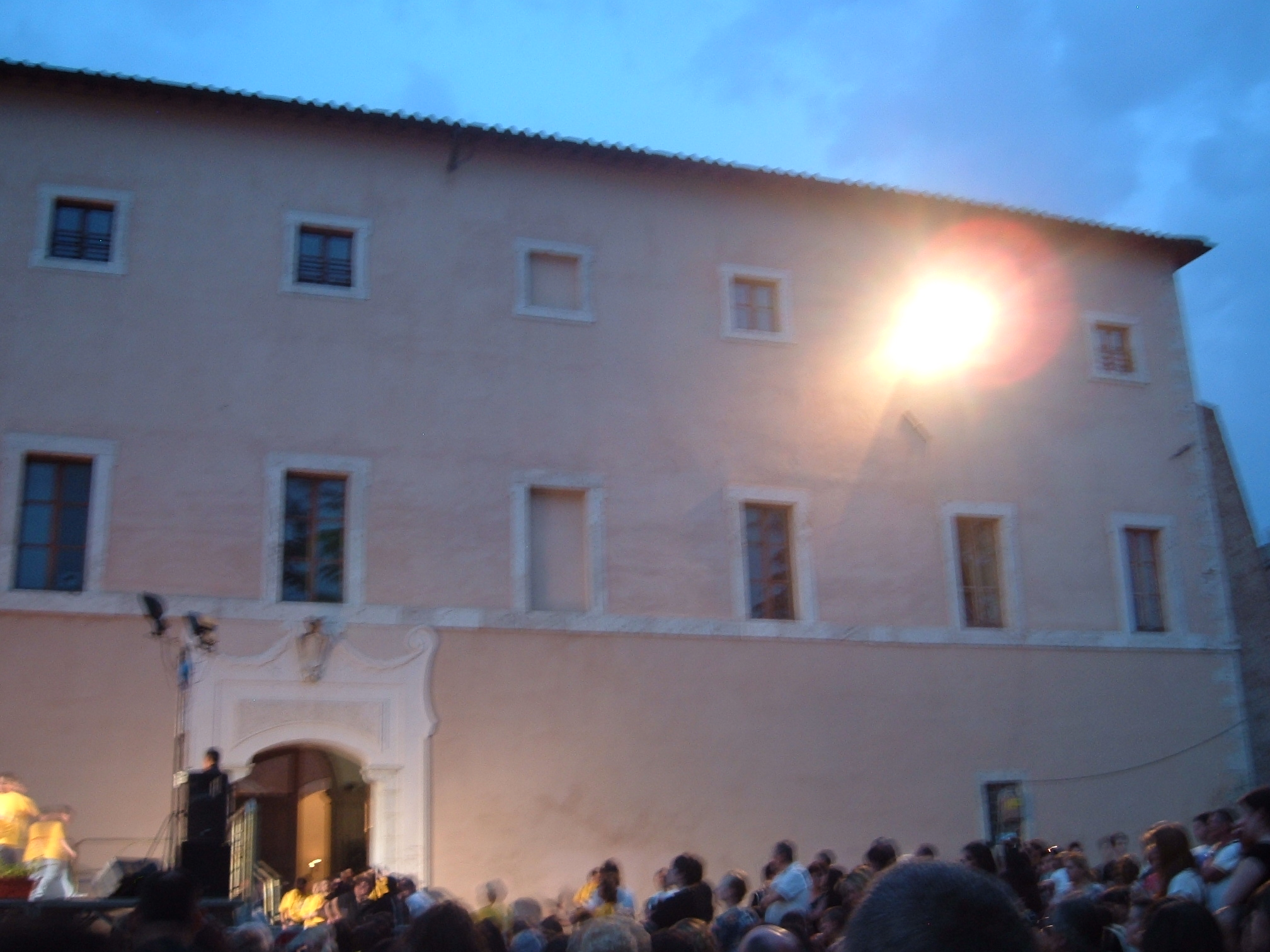
Palazzo Caetani in Cisterna di Latina, erbaut ab 1560
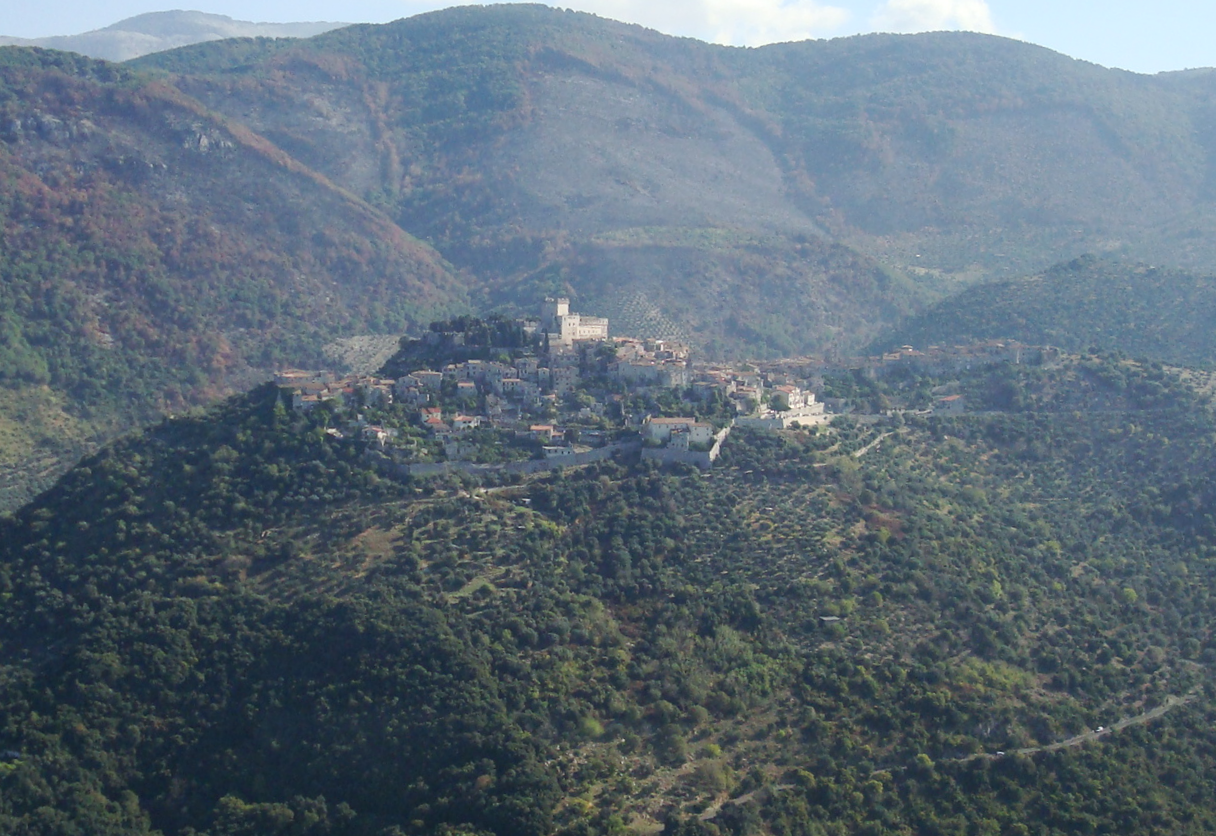
Sermoneta
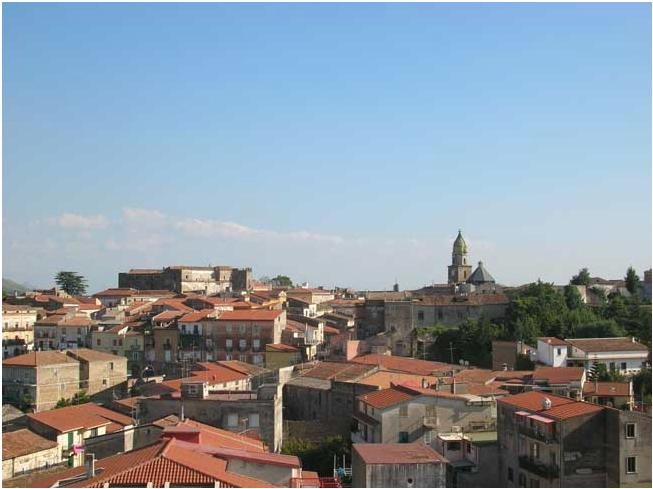
Teano

Der Sohn von Herzog Camillo war Niccolò Caetani di Sermoneta, Kardinal und Erzbischof von Capua. 1642 erwarb Francesco, 7. Herzog von Sermoneta, durch Heirat mit Anna Acquaviva (1596–1659) die Grafschaft Caserta, die 1750 gegen das Fürstentum Teano getauscht wurde. Im 19. Jahrhundert bekleidete Onorato Caetani, 14. Herzog von Sermoneta und 4. Fürst von Teano (1842–1917) das Amt des italienischen Außenministers. Einer seiner jüngeren Söhne, Gelasio Caetani (1877–1934), kämpfte im Ersten Weltkrieg am Col di Lana und wurde 1922 italienischer Botschafter in den USA. Einer der Letzten dieser Linie war Roffredo Caetani, 17. Herzog von Sermoneta und 8. Fürst von Teano (1871–1961), mit dem der Mannesstamm und die Titel erloschen. Seine Nichte Topazia (1921–1990) heiratete den Komponisten Igor Markevitch. Ihr Sohn Oleg Caetani führt den Namen mit seiner Frau Susanna Caetani fort.

#### Gaetani Dell’Aquila d’Aragona
Onorato Gaetani dell’Aquila, Graf von Fondi, Traetto, Alife und Morcone, Herr zu Piedimonte und Gioia, gründete 1454 die Linie Gaetani Dell’Aquila d’Aragona. Den Namen Aragon nahm die Linie infolge einer Ehe des Onorato Gaetani, Herzog von Traetto († 1529), mit Lucrezia von Aragon, einer natürlichen Tochter König Ferdinands I. von Neapel, an. Alfonso Gaetani erwarb 1606 durch Heirat mit Giulia di Ruggiero das Herzogtum Laurenzana. 1715 wurde die Herrschaft Piedimonte zum Fürstentum erhoben. Gegenwärtiges Familienoberhaupt dieser Linie ist Don Bonifacio Gaetani Dell’Aquilla d’Aragona, Duca di Laurenzana e Principe di Piedimonte (* 1950); sein Sohn Conte Don Giovanni Gaetani dell’Aquila d’Aragona (* 1973) heiratete 2009 Ginevra Elkann.

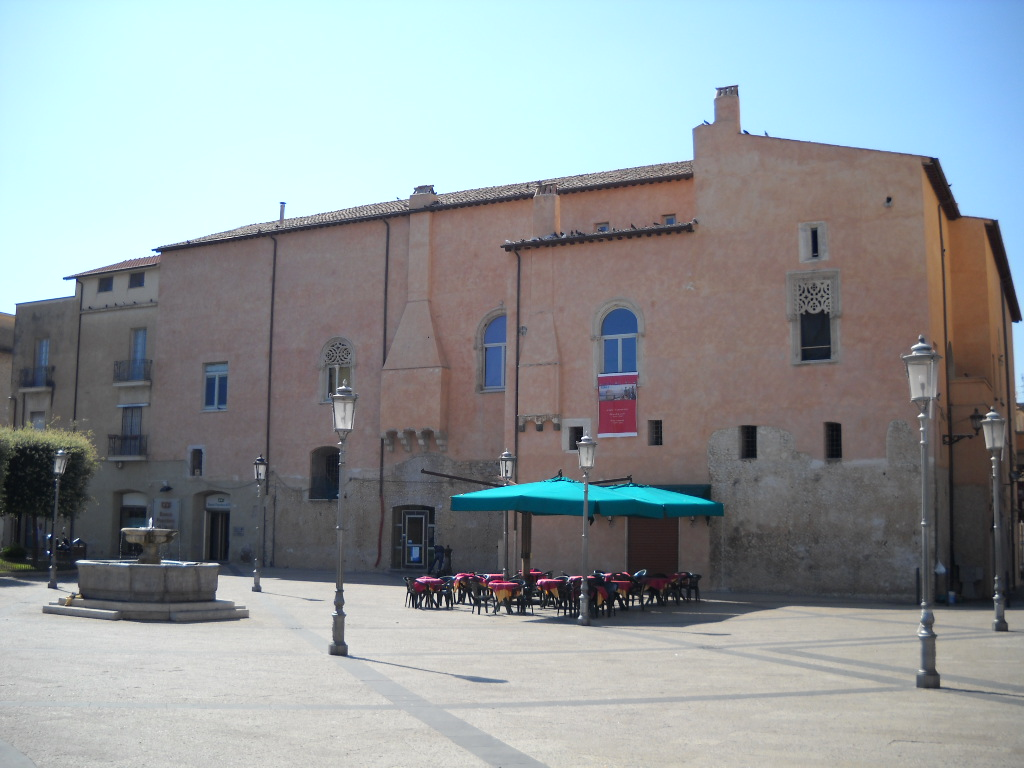
Palazzo Caetani in Fondi
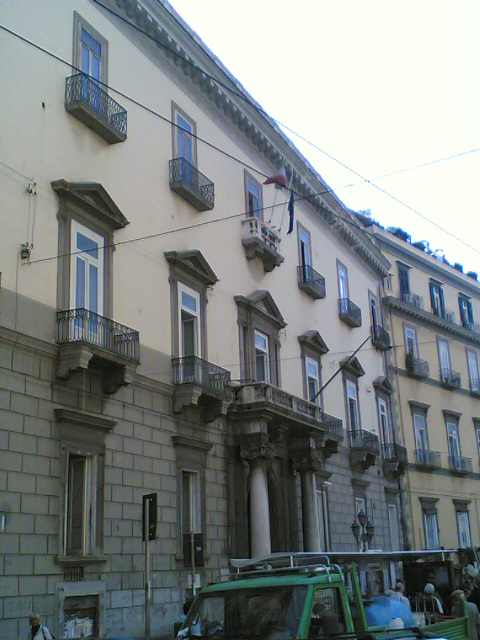
Palazzo Fondi, Neapel
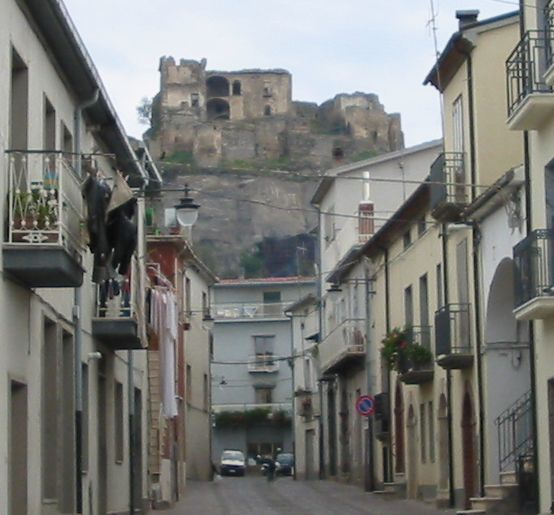
Schlossruine von Laurenzana
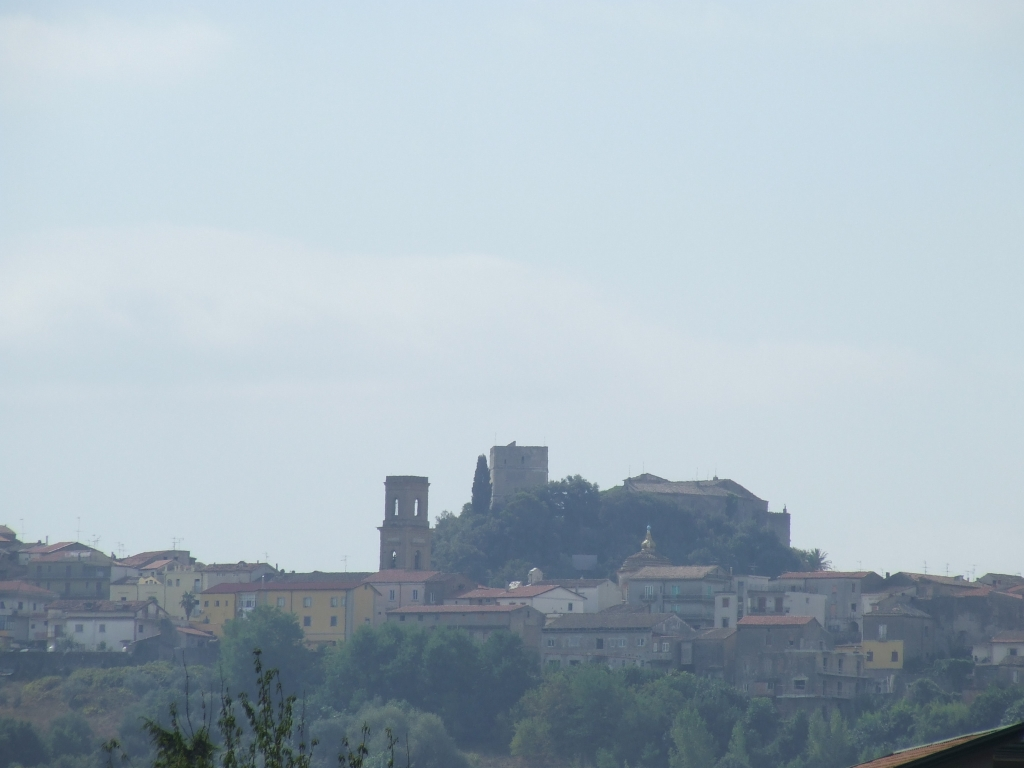
Piedimonte Matese

#### Gaetani del Cassaro
Cesare Gaetani, 1604 Prätor von Palermo, begründete diese Linie und wurde 1631 zum Principe del Cassaro und Marchese di Sortino erhoben. Letzter dieses Zweigs war Principe Cesare Gaetani († 1773), Prätor von Palermo, der aus eigenen Mitteln das griechische Theater in Syrakus ausgraben ließ. Die Titel dieser Linie gingen dann auf die Fürsten Borghese über.

#### Die Gaetani aus Pisa

Wappen der Gaetani aus Pisa

Die in Pisa ansässige Linie führte sich auf einen Ugone zurück, einen Sohn des Docibilis II. von Gaeta (ca. 880–954). Dieser erhielt 962 von Kaiser Otto I. das Lehen zu Terriccio, südlich von Pisa. Die Linie gewann Bedeutung mit Giovanni (um 1083/1098), Generalkapitän der Pisaner und Genueser, der 1085 an der Belagerung von Toledo teilnahm und nach einigen Chroniken die Pisaner Truppen beim Ersten Kreuzzug angeführt hat. Ein weiterer prominenter Vertreter war Gherardo, Conte di Terriccio, Generalkapitän der Pisaner auf den Feldzügen nach Sardinien 1108 und auf die Balearen 1113, den Papst Paschalis II. zum Grafen von Oriseo machte. 1137 bekämpfte er mit Kaiser Lothar III. den sizilischen König Roger II. Er stiftete die Kirche San Giovanni al Gatano in Pisa. Graf Corrado Gaetani d’Oriseo e Terriccio heiratete Violante von Hohenstaufen, eine Tochter Kaiser Friedrichs II. mit Bianca Lancia, wodurch er von 1246 bis 1256 Vizekönig von Sizilien wurde. Im 14. Jahrhundert beteiligte sich Giacomo Gaetani, Conte d’Oriseo, Terriccio e Pomaya, als Pisaner Generalkapitän an Seeräubereien in Sizilien, was Pisa zum Anlass nahm, die allzu mächtig gewordene Familie aus der Stadt zu verbannen. Dies führte zum Entstehen eines Zweiges Gaetani d’Oriseo in Sizilien, der mit Donna Rosalia, verheiratete Gräfin Giarrizzo, Ende des 19. Jahrhunderts erlosch; ihre Nachfahren führen den Namen Giarrizzo Gaetani d’Oriseo. Der auf Benedetto (1496) in Pisa zurückgehende Zweig Gaetani di Terriccio erlosch in der ersten Hälfte des 19. Jahrhunderts mit Alessandro Gaetani, Besitzer des Palazzo Gaetani an der Piazza Carrara in Pisa und des Schlosses in Terriccio.

## Familienmitglieder
- Antonio Caetani (1360–1412), Patriarch von Aquileja, Kardinal
- Antonio Caetani (1566–1624), Kardinal
- Benedetto Caetani, als Papst Bonifatius VIII. (1235–1303)
- Benedetto Caetani iuniore († 1296), Kardinal
- Bonifazio Caetani (1567–1617), Kardinal
- Enrico Caetani (1550–1599), Kardinal
- Ersilia Caetani-Lovatelli (1840–1925), italienische Klassische Archäologin
- Francesco Caetani (ca. 1256–1317), Kardinal
- Francesco Caetani († 1659), Bischof von Sarsina
- Francesco Caetani († 1670), Titularerzbischof von Rhodos und Apostolischer Nuntius in Spanien
- Francesco Caetani dell’Aquila, Herzog von Sermoneta (1594–1683), General und Politiker
- Gelasio Caetani (1877–1934), Offizier und Diplomat
- Giacomo Tomassi-Caetani († 1300), Kardinal
- Giovanni Caetani, als Papst Gelasius II. (1058–1119)
- Leone Caetani (1869–1935), italienischer Historiker
- Luigi Caetani (1595–1642), Kardinal
- Michelangelo Caetani, italienischer Danteforscher
- Niccolò Caetani di Sermoneta (1526–1585), Kardinal
- Salvatore Gaetani dei conti di Castelmola (1883–1967), italienischer Historiker und Philosoph